# Tetraedro de Reeve

Tetraedro de Reeve.

En geometría, el tetraedro de Reeve (nombrado así en honor a John Reeve) es un poliedro en R3 cuyos vértices están ubicados en (0, 0, 0), (1, 0, 0), (0, 1, 0) y (1, 1, r) donde r es un entero positivo. Cada vértice es un punto en la retícula Z3. Ningún otro punto de esa retícula cae en la superficie o en el interior del tetraedro. En 1957, Reeve usó este tetraedro como contraejemplo para mostrar que no existe ningún equivalente del teorema de Pick en R3. Sin embargo, existe una generalización en dimensiones superiores mediante polinomios de Ehrhart. Esto se puede ver fijándose que el tetraedro de Reeve tiene el mismo número de puntos interiores y de borde para cualquier valor de r (cuatro puntos en los bordes y ninguno en el interior), pero su volumen varía. El volumen del tetraedro de Reeve es {\displaystyle {\frac {r}{6}}}.